# Beziehungen zwischen Ghana und den Vereinigten Staaten
Die Beziehungen zwischen Ghana und den Vereinigten Staaten sind seit Ghanas Unabhängigkeit 1957 überwiegend freundlich.

## Geschichte

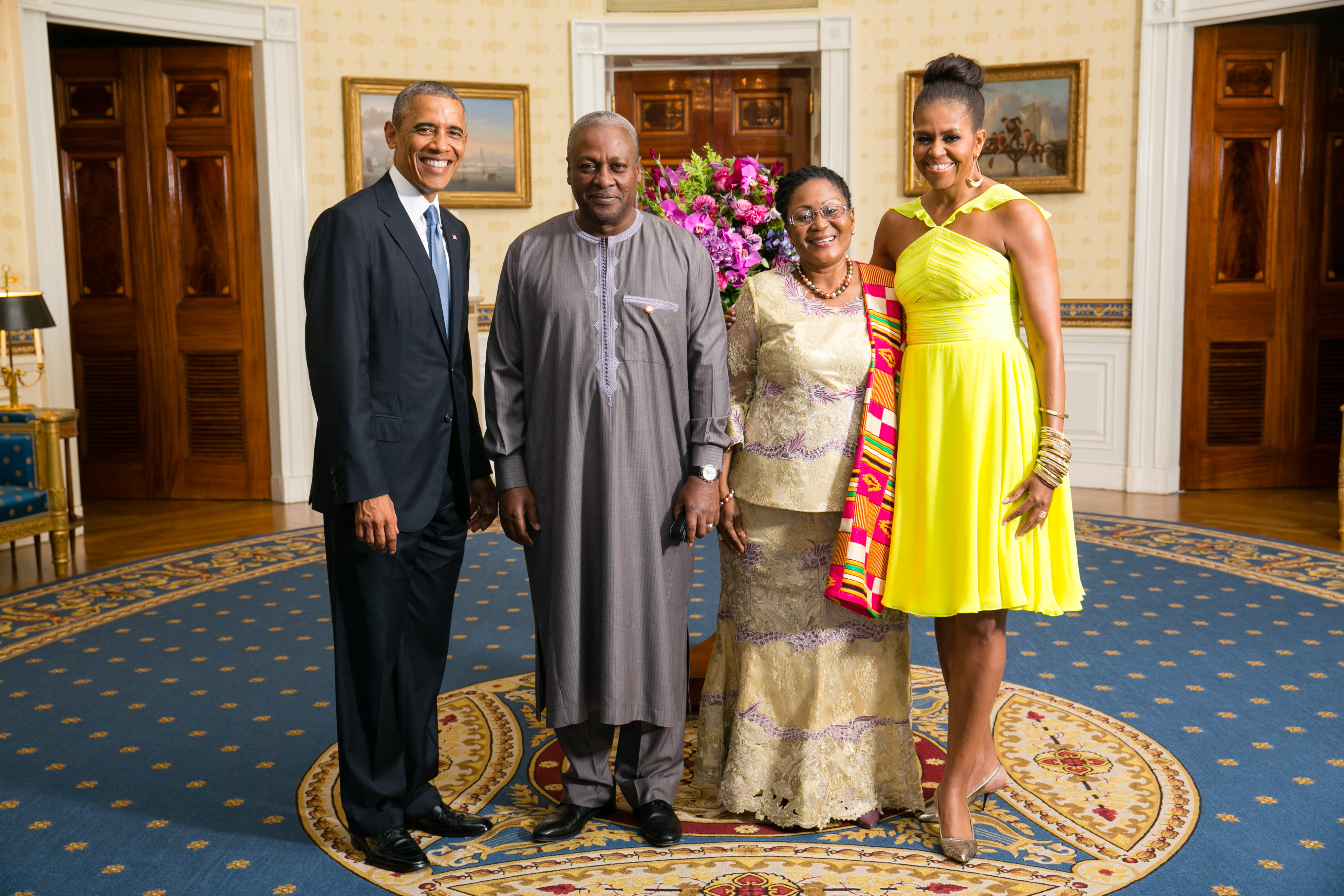
Präsident Barack Obama und First Lady Michelle Obama empfangen Ghanas Präsident John Dramani Mahama und seine Ehefrau im Weißen Haus (August 2014).

Die USA nahmen direkt nach der Unabhängigkeit diplomatische Beziehungen zu Ghana auf – zur Unabhängigkeitsfeier in Accra entsandte die US-Regierung Vizepräsident Richard Nixon als Repräsentanten. Während des Kalten Krieges kam es zeitweise zu Spannungen: Ghanas erster Präsident Kwame Nkrumah verfolgte eine blockfreie Politik, pflegte aber enge Kontakte zur Sowjetunion und der Volksrepublik China, was die USA skeptisch beobachteten. In Nkrumahs später Regierungszeit verschlechterten sich die ghanaisch-amerikanischen Beziehungen; unter anderem lehnte die US-Regierung den von Ghana gewünschten Beitritt zu internationalen Rohstoffabkommen (wie dem Internationalen Kakao-Abkommen) ab, was in Accra auf Kritik stieß. Nach dem Sturz Nkrumahs 1966 normalisierten sich die Beziehungen zunächst. In den 1980er-Jahren kam es unter Jerry Rawlings erneut zu Verstimmungen – Ghana stellte enge Beziehungen zur libyschen Regierung her, was die USA missbilligten, und 1985 führte ein Spionagezwischenfall (Verhaftung von Michael Soussoudis, einem Verwandten Rawlings, in den USA) wechselseitig zu Ausweisungen von Diplomaten. Bis Ende der 1980er verbesserten sich die Beziehungen jedoch wieder; Ex-Präsident Jimmy Carter besuchte Ghana 1986 und 1988, und Ghana orientierte sich zunehmend außenpolitisch neu.
Mit der Wiedereinführung der Mehrparteiendemokratie in Ghana ab 1992/93 wurden die Beziehungen zu den Vereinigten Staaten deutlich vertieft. Beide Länder betonen seither gemeinsame Werte von Demokratie, Rechtsstaatlichkeit und Menschenrechten. Ghana entwickelte sich zu einem wichtigen Partner der USA in Westafrika, insbesondere in Fragen der regionalen Sicherheit. Die Streitkräfte beider Staaten kooperieren im Verteidigungsbereich; Ghana trägt als stabiler Akteur in der ECOWAS-Region zu Friedensmissionen bei, während die USA u. a. durch Ausbildungsprogramme und gemeinsame Manöver (z. B. zur Seeraumüberwachung im Golf von Guinea) die ghanaischen Sicherheitskräfte unterstützen. Auf politischer Ebene fanden zahlreiche hochrangige Besuche statt: 1998 war Bill Clinton der erste amtierende US-Präsident, der Ghana einen Besuch abstattete. Barack Obama folgte im Juli 2009 mit einer vielbeachteten Afrikareise, bei der er Ghana als Vorbild für demokratische Entwicklung würdigte. Im März 2023 bereiste außerdem US-Vizepräsidentin Kamala Harris Ghana und kündigte neue US-Investitionen und Partnerschaftsinitiativen an, was die freundschaftlichen Beziehungen unterstreicht.

## Kulturbeziehungen
Die kulturellen und gesellschaftlichen Beziehungen zwischen Ghana und den USA sind vielseitig. Ghana war 1961 das erste Land, in das die Vereinigten Staaten Peace Corps-Freiwillige entsandten. Seither haben tausende US-Amerikaner in Ghana Entwicklungs- und Bildungsprojekte unterstützt. Zugleich besteht eine bedeutende ghanaische Diaspora in den USA. Schätzungen zufolge lebten 2015 ca. 250.000 Ghanaer in den Vereinigten Staaten. Vor allem in Ballungsräumen wie New York, Washington, D.C., Chicago und Atlanta. Diese Diaspora-Gemeinschaft sowie ghanaischstämmige Amerikaner tragen zum Kulturaustausch bei und unterhalten zahlreiche Vereine und Netzwerke. Historisch gab es enge Kontakte zwischen Ghana und afroamerikanischen Bürgerrechtsaktivisten: Nkrumah selbst studierte in den USA, und Persönlichkeiten wie W. E. B. Du Bois übersiedelten in den 1960er-Jahren von Amerika nach Ghana, welches damals ein Zentrum des Panafrikanismus war. Im Jahr 2019 rief Ghana mit der Initiative Year of Return die Nachfahren versklavter Afrikaner in den USA symbolisch zur Rückkehr auf, um 400 Jahre nach Beginn des transatlantischen Sklavenhandels an das gemeinsame Erbe zu erinnern. Die Kampagne stieß auf große Resonanz und ließ die Besucherzahlen aus den USA sprunghaft ansteigen. Mittlerweile stellen US-Bürger die größte Gruppe ausländischer Touristen in Ghana.

## Wirtschaftsbeziehungen
Wirtschaftlich sind die Vereinigten Staaten einer der wichtigsten Partner Ghanas außerhalb Afrikas. Das bilaterale Handelsvolumen hat in den letzten Jahren deutlich zugenommen und 2022 mit etwa 3,7 Milliarden US-Dollar einen Rekordwert erreicht. Insgesamt wies Ghana 2022 einen deutlichen Handelsüberschuss von rund 1,8 Mrd. US$ gegenüber den USA auf. Ghana exportiert vor allem Erdöl, Gold, Kakao (bohnen und -produkte), Kautschuk, Früchte und Textilien in die USA, während es im Gegenzug insbesondere Maschinen, Fahrzeuge, Elektronik und Getreide aus den USA importiert. Dabei profitierte Ghana von Zollpräferenzen im Rahmen des amerikanischen African Growth and Opportunity Act (AGOA), der zahlreiche ghanaische Exportgüter begünstigt. Neben dem Warenhandel wachsen auch Investitionen: Über 100 US-Unternehmen sind in Ghana tätig – etwa in den Sektoren Energie, Bergbau, Agrarverarbeitung, Informations- und Kommunikationstechnik, Konsumgüter und Gesundheit. Die Vereinigten Staaten engagieren sich zudem umfangreich in der Entwicklungszusammenarbeit und Unterstützung Ghanas. Die USA sind Ghanas größter bilateraler Geber; im Jahr 2022 belief sich die amerikanische Entwicklungs- und Militärhilfe für Ghana auf über 150 Millionen US-Dollar, mit Programmen unter anderem in den Bereichen Gesundheitswesen, Landwirtschaft, Bildung, gute Regierungsführung und Sicherheit. Darüber hinaus finanziert die U.S. International Development Finance Corporation (DFC) Investitionsprojekte in Ghana’s Privatsektor (z. B. Kredite für klein- und mittelständische Unternehmen im Norden Ghanas), und die Export-Import Bank der USA hat Kreditgarantien für Infrastrukturprojekte in Ghana in Aussicht gestellt.

## Diplomatische Standorte
Die diplomatischen Vertretungen beider Länder bestehen wechselseitig seit 1957. Ghana unterhält eine Botschaft in Washington, D.C. sowie ein Generalkonsulat in New York City; außerdem ist Ghana mit einer Ständigen Vertretung bei den Vereinten Nationen in New York präsent. Die Vereinigten Staaten von Amerika haben ihrerseits seit 1957 eine Botschaft in Accra, der ghanaischen Hauptstadt, eingerichtet.